# هربرت مولين
هربرت مولين (18 أبريل 1947 - 18 أغسطس 2022) كان قاتل متسلسل أمريكي قتل 13 شخصًا في كاليفورنيا في أوائل السبعينيات. واعترف بعمليات القتل التي ادعى أنها منعت الزلازل. في عام 1973 بعد محاكمة لتحديد ما إذا كان مجنونًا أم مذنبًا، أدين بجريمتي قتل من الدرجة الأولى وتسعة من الدرجة الثانية، وحكم عليه بالسجن المؤبد. خلال فترة سجنه حُرم من الإفراج المشروط ثماني مرات. لم يتم الحكم عليه قط بالإعدام.
في صدفة رهيبة لسكان منطقة سانتا كروز الكبرى تداخل مولين وإدموند كيمبر في أحداث القتل من 1972 إلى 1973، مما زاد الارتباك لتحقيقات الشرطة وانتهى باعتقال كليهما، في غضون أسابيع قليلة من بعضهما البعض بعد وفاة 21 شخصًا.